# Mtabga
La mtabga est une spécialité du sud de la Tunisie et du Sud-Est de l'Algérie.

## Préparation

### Algérie
La mtabga est une spécialité de la région saharienne d'El Oued et de Biskra[réf. nécessaire]. Elle se prépare à partir d'une pâte similaire à la kesra, dans laquelle est fourrée une farce préparée à base d'oignons, de carottes, de piments rouges, de poivrons et de tomates ; certaines régions y ajoutent de la graisse de chameau ou d'agneau[réf. souhaitée]. Elle s'accompagne souvent d'huile d'olive.

### Tunisie
La mtabga en Tunisie est une spécialité incontournable du sud du pays, essentiellement de la ville de Gafsa. Elle se prépare à partir d'une pâte dans laquelle est fourrée une farce à base d'oignons, de piments rouges, persil et de tomates. C’est une sorte de pizza berbère, bien relevée et parfois piquante, qu’on appelle aussi kesra bech’ham, car elle est parfumée à la graisse d’agneau, prélevée en particulier sous la queue (liya) de l’animal.